# Aladdin (film, 1992)
Pour les articles homonymes, voir Aladin.
Série Classiques d'animation Disney
La Belle et la Bête
(1991) Le Roi lion
(1994)
Série Aladdin
Le Retour de Jafar
(1994)
Pour plus de détails, voir Fiche technique et Distribution.
Aladdin est le 40e long-métrage d'animation et le 31e « Classique d'animation » des studios Disney, réalisé par John Musker et Ron Clements. Sorti en 1992, il s'inspire librement du conte Aladin ou la Lampe merveilleuse inclus dans une version tardive du recueil des Mille et Une Nuits, une collection d'histoires arabe du IXe siècle, ainsi que de La Bande à Picsou, le film : Le Trésor de la lampe perdue (1990) et du film Le Voleur de Bagdad (1940).
Faisant partie du « Second âge d'or » des studios Disney, débuté par La Petite Sirène (1989), il a été numéro un au box-office de l'année 1992, rapportant 217 millions de dollars aux États-Unis et plus de 504 millions dans le monde.

## Synopsis
Jafar, sorcier et vizir royal de la ville fictive d'Agrabah, en Arabie, près du Jourdain, et son perroquet Iago, cherchent une lampe magique cachée dans la Caverne aux Merveilles. Ils apprennent qu'une seule personne est digne d'y entrer : « le diamant d'innocence », qui se révèle être Aladdin, un jeune homme orphelin qui vit en volant de la nourriture aux marchands des souks. La princesse Jasmine d'Agrabah, fille du sultan, contrainte par la loi à devoir épouser un prince plutôt qu'un homme qu'elle aime, s'échappe du palais et rencontre Aladdin ainsi que son singe de compagnie, Abu. Les gardes du palais capturent Aladdin sous les ordres de Jafar. Jasmine fait alors face à Jafar et demande à ce qu'on libère Aladdin, mais Jafar ment et lui annonce qu'Aladdin a été exécuté par décapitation.
Déguisé en vieillard, Jafar libère Aladdin et Abu et les emmène jusqu'à la Caverne, leur ordonnant de lui amener la lampe. À l'intérieur, Aladdin rencontre un tapis volant, et trouve la lampe. Mais malgré les instructions données par la Caverne de ne rien toucher à part la lampe, Abu prend un joyau, attiré par son éclat. Aladdin, Abu et le tapis essaient alors de s'échapper de la Caverne alors qu'elle commence à s'effondrer. Aladdin donne la lampe à Jafar, qui jette Aladdin et Abu dans la Caverne. Cependant, Abu a eu le temps de voler la lampe à Jafar. Coincé sous terre, Aladdin frotte la lampe et rencontre le Génie qui vit à l'intérieur. Ce Génie offre à Aladdin trois vœux. Aladdin, rusé, arrive à convaincre le Génie de les libérer de la Caverne sans utiliser un de ses vœux. Il utilise ensuite son premier vœu pour prendre l'identité d'un prince afin de séduire Jasmine, en promettant que son troisième vœu lui servira à libérer le Génie de la servitude.
Sous les conseils de Iago, Jafar a pour plan de devenir sultan en épousant Jasmine, afin de s'emparer du royaume. Aladdin, sous l'identité du Prince Ali Ababwa, arrive au palais en fanfare, mais Jasmine s'énerve quand il commence à parler de son destin avec son père le sultan et Jafar sans elle. Comme pour se faire pardonner, Aladdin emmène Jasmine sur son tapis volant. Quand elle devine sa véritable identité, il lui ment en lui disant qu'il est un prince qui se déguise en mendiant pour échapper à l'angoisse de la vie royale. Aladdin ramène Jasmine au palais et se fait capturer peu de temps après par les gardes sous les ordres de Jafar, qui le jettent dans la mer. Le Génie apparaît, imagine qu'Aladdin utiliserait son deuxième vœu pour être secouru, et lui sauve la vie. Aladdin retourne au palais et met à jour les plans diaboliques de Jafar. Ce dernier aperçoit la lampe magique dans le chapeau d'Aladdin, découvre alors sa véritable identité et s'enfuit.
Craignant de perdre Jasmine si la vérité est révélée, Aladdin brise sa promesse et refuse de libérer le Génie. Iago vole la lampe, et Jafar devient le nouveau maître du Génie. Il utilise ses deux premiers vœux pour devenir sultan et pour devenir le sorcier le plus puissant de la Terre. Il révèle ensuite l'identité d'Aladdin et l'exile, avec Abu et le tapis dans un désert de glace. Ils s'échappent et retournent au palais. Jasmine essaie d'aider Aladdin à voler la lampe en charmant Jafar, mais ce dernier remarque le plan et maîtrise les deux héros avec sa magie. Aladdin raille Jafar en lui disant qu'il est moins puissant que le Génie, ce qui pousse Jafar à utiliser son dernier vœu pour devenir le génie le plus puissant de la Terre. Mais, piégé par la ruse d'Aladdin, en devenant un génie, Jafar est maintenant relié à une lampe magique, dans laquelle il est aspiré et confiné, ainsi que Iago, jusqu'à ce que quelqu'un la frotte.
Le royaume retrouve la paix et l'harmonie, le Génie bannit la lampe de Jafar et conseille à Aladdin d'utiliser son troisième et dernier vœu pour redevenir un prince afin d'épouser Jasmine. Aladdin décide alors de tenir sa promesse et libère le Génie. Devant l'amour qu'Aladdin et Jasmine partagent, le Sultan change la loi et permet à Jasmine d'épouser l'homme qu'elle aime. Le Génie part alors explorer le monde, alors qu'Aladdin et Jasmine commencent une nouvelle vie ensemble.

## Fiche technique
- Titre : Aladdin
- Réalisation : John Musker et Ron Clements[2]
- Scénario : John Musker, Terry Rossio, Ted Elliott et Ron Clements, assistés de Ed Gombert (supervision), Roger Allers, Burny Mattinson, Daan Jippes, Kevin Harkey, Sue Nichols, Francis Glebas, Darrell Rooney, Brian Pimental, Larry Leker, Chris Sanders, James Fujii, Kirk Hanson, Kevin Lima, Rebecca Rees, David S. Smith et Patrick A. Ventura d'après Les Mille et une nuits[3]
- Musique :
  - Composition : Alan Menken
  - Chansons : Howard Ashman et Tim Rice (paroles), Alan Menken (musique)
  - Arrangements : Alan Menken et Danny Troob
  - Orchestrations : Danny Troob et Michael Starobin
  - Direction et arrangements vocaux : David Friedmann
- Conception graphique :
  - Production designer : R.S. Vander Wende
  - Direction artistique : Bill Perkins
  - Cadrage (layout) : Rasoul Azadani (supervision)
  - Décors : Kathy Altieri (supervision)
  - Mise au propre (clean-up) : Vera Lanpher (supervision)
  - Coordination artistique : Dan Hansen ; David Bossert (restauration 2004)
- Animation :
  - Supervision : Glen Keane, Eric Goldberg, Mark Henn, Andreas Deja, Duncan Marjoribanks, Randy Cartwright, Will Finn et David Pruiksma
  - Animation des personnages : Alexander Kupershmidt, Michael Cedeno, Anthony Derosa, David Stephan, Michael Surrey, Brad Kuha, Russ Edmonds, Tony Fucile, Ken Hettig, Mike Swofford, David Burgess, Tom Sito, Rejean Bourdages, Raúl García, Joe Haidar, Broose Johnson, Gilda Palinginis, Aaron Blaise, Douglas Krohn, Ron Husband, Nick Ranieri, Ken Duncan, Lou Dellarosa, Tim Allen, Michael Show, Ellen Woodbury, Rick Farmiloe, Teresa Martin, Dan Wawrzaszek, Tina Price, William Recinos, Brian Ferguson, Tony Bancroft, Tom Bancroft, Barry Temple, Larry White, Bob Bryan, Cynthia Overman, Kathy Zielinski, Daniel T. Hofstedt, Phil Young et Chris Wahl
  - Effets spéciaux : Don Paul (supervision), Dorse A. Lanpher
  - Animation numérique (CGI) : Steve Goldberg (supervision) avec la participation de Pixar
- Montage : H. Lee Peterson (supervision film), Kathleen Bennett (supervision musique)
- Direction de production : Alice Dewey
- Production associée : Donald Ernst et Amy Pell
- Production déléguée : John Musker et Ron Clements
- 3D Logiciel de modélisation : Alias Research Inc.
- Société de production : Walt Disney Pictures
- Société de distribution : Buena Vista Pictures Distribution
- Budget : 28 millions de USD
- Format : couleurs - 1,66:1 (1,85:1 étendu) - Dolby Stéréo
- Durée : 87 minutes
- Dates de sortie : 
  - États-Unis : 11 novembre 1992
  - Québec : 27 novembre 1992
  - France : 24 novembre 1993
- Dates de sortie en Blu-ray :
  - États-Unis : 6 octobre 2015
  - France : 27 octobre 2010 et 15 mai 2013[Quoi ?]

Note : la liste des « crédités » au générique étant trop longue pour être citée in extenso ici, nous n'avons repris que les principaux contributeurs.

## Distribution

### Voix originales
- Scott Weinger : Aladdin
- Brad Kane : Aladdin (chant)
- Linda Larkin : Jasmine
- Lea Salonga : Jasmine (chant)
- Robin Williams : le génie / Peddler (le colporteur)
- Jonathan Freeman : Jafar
- Gilbert Gottfried : Iago
- Douglas Seale : Sultan
- Frank Welker : Abu / Rajah / la caverne aux merveilles / effets vocaux
- Jim Cummings : Razoul / le vendeur de fruits
- Bruce Adler : Peddler (le colporteur, voix chantée)
- Charlie Adler : Gazeem / le vendeur de melons / le vendeur de noix
- Philip Proctor : un garde
- Corey Burton : prince Achmed
- Jerry Houser : le garde efflanqué
- Mickie McGowan : un vendeur
- Jack Angel : voix additionnelles
- Phillip L. Clarke : voix additionnelles
- Jennifer Darling : voix additionnelles
- Debi Derryberry : voix additionnelles
- Sherry Lynn : voix additionnelles
- Patrick Pinney : voix additionnelles

### Voix françaises
- Paolo Domingo : Aladdin
- Magali Barney : Jasmine
- Karine Costa : Jasmine (chant)
- Richard Darbois : le génie
- Féodor Atkine : Jafar
- Éric Métayer : Iago
- Teddy Bilis : le sultan
- Bernard Alane : le colporteur
- Frank Welker : Abu
- Daniel Lévi : chanteur soliste (Générique de fin)
- Michel Elias : la caverne aux merveilles / Gazeem / Achmed
- Mostéfa Stiti : le marchand de pommes

### Voix québécoises
- Joël Legendre : Aladdin
- Geneviève de Rocray : Jasmine
- Martine Chevrier : Jasmine (chant)
- Mario Desmarais : le génie
- Vincent Potel : le génie (chant)
- Éric Gaudry : Jafar
- Philippe Leduc : Jafar (chant)
- Marc Bellier : Iago
- Yves Massicotte : le sultan
- Jean Galtier : Razoul
- Jacques Lavallée : prince Achmed
- Manuel Tadros : le narrateur / un marchand
- Victor Désy : la caverne des merveilles
- Madeleine Arsenault : la femme au balcon
- Patrick Peuvion : Gazeem
- Ronald France : le marchand de melons
- Mireille Thibault : la femme au marché
- Claude Préfontaine : un garde
- Jean-Marie Moncelet : un garde
- Jean Fontaine : un garde
- Benoît Rousseau : le vendeur du marché
- Daniel Scott, Philippe Leduc, Patrick Sénécal, Richard Groulx, Daniel Lebel, Patsy Gallant, Louise Lemire, Catherine Léveillé, Dominique Faure, Mary Lou Gauthier, Lina Boudeau : chœurs

## Chansons du film
- Nuits d'Arabie (Arabian Nights) - Narrateur
- Je vole (One Jump Ahead) - Aladdin et Chœurs
- Je vole (One Jump Ahead), reprise - Aladdin
- Je suis ton meilleur ami (Friend Like Me) - Génie
- Prince Ali - Génie et Chœurs
- Ce rêve bleu (A Whole New World) - Aladdin et Jasmine
- Prince Ali, reprise - Jafar
- Ce rêve bleu (A Whole New World) - Générique de fin

## Distinctions
- 2 Oscars de la "Meilleure bande originale" (Alan Menken et Tim Rice) et "Musique originale" (Alan Menken)
- Grammy Award de la "Meilleure chanson" (Alan Menken & Tim Rice pour A Whole New World)
- Golden Globes de la "Meilleure bande originale" et de la "Meilleure chanson" (Alan Menken & Tim Rice pour A Whole New World)

## Sorties cinéma
Sauf mention contraire, les informations suivantes sont issues de l'Internet Movie Database.
- États-Unis : 11 novembre 1992 (Los Angeles et New York)[2], 25 novembre 1992
- Brésil : 11 décembre 1992 (limitée), 25 juin 1993 (sortie)
- Philippines : 30 avril 1993
- Australie : 3 juin 1993
- Mexique : 18 juin 1993
- Uruguay : 25 juin 1993
- Argentine : 1er juillet 1993
- Pérou : 1er juillet 1993
- Corée du Sud : 3 juillet 1993
- Hong Kong : 15 juillet 1993
- Japon : 7 août 1993
- Allemagne : 18 novembre 1993
- Danemark : 19 novembre 1993
- Espagne : 19 novembre 1993
- Royaume-Uni : 19 novembre 1993
- Suède : 19 novembre 1993
- France : 10 novembre 1993 (en exclusivité au Grand Rex)[5], 24 novembre 1993 (sortie nationale)
- Grèce : 25 novembre 1993
- Pays-Bas : 25 novembre 1993
- Finlande : 3 décembre 1993
- Hongrie : 3 décembre 1993
- Irlande : 3 décembre 1993
- Italie : 3 décembre 1993
- Portugal : 10 décembre 1993

## Sorties vidéo
- 17 septembre 1993 - VHS avec recadrage 4/3 et Laserdisc avec format original
- 12 octobre 1994 (France) - VHS avec recadrage 4/3 et Laserdisc
- 6 octobre 2004 - VHS avec recadrage 4/3, Double DVD Collector et Coffret Prestige 4 DVD avec format original respecté et restauration numérique
- 15 mai 2013 - Blu-ray édition simple

## Origine et production
Le film a été réalisé par John Musker et Ron Clements, qui venaient de finir d'écrire et de réaliser La Petite Sirène (1989). La bande originale musicale du film a été composée par Alan Menken, sur des paroles de Howard Ashman et Tim Rice. La version originale anglophone d'Aladdin comprend les voix des acteurs Scott Weinger, Jonathan Freeman, Linda Larkin, Frank Welker, Gilbert Gottfried, Douglas Seale, et Robin Williams dans le rôle du Génie de la lampe.

### La musique
Le compositeur Howard Ashman est crédité de l'idée d'une adaptation de l'histoire d'Aladdin en un long métrage d'animation Disney avec des séquences chantées. Il aurait proposé cette idée dès 1988 alors qu'il travaillait avec Alan Menken sur La Petite Sirène (1989). Ils ont coécrits six chansons pour le film dont Arabian Nights, Friend Like Me et Prince Ali mais avec la mort en 1991 de Ashman, Tim Rice a coécrit de nouvelles chansons dont One Jump Ahead et A Whole New World.
Dans la version originale, une partie de la chanson Arabian Nights (Nuits d'Arabie) a été censurée : les vers suivants « Where they'll cut off your ear if they don't like your face / It's barbaric, but, hey, it's home. » (« Là où ils te coupent les oreilles s’ils n'aiment pas ton visage / C'est barbare, mais, eh, c'est chez moi. ») furent changés à partir de juillet 1993 en « Where it's flat and immense and the heat is intense / It's barbaric, but, hey, it's home. » (« Là où c'est plat et immense et où la chaleur est intense / C'est barbare, mais, eh, c'est chez moi. »), à la suite de protestations de l'ADC (American-Arab Anti-Discrimination Committee (en)). La version française n'a pas souffert de ce problème (« Moi je viens d'un pays de désert infini / Où les caravanes rêvent et flânent / Où, pendant ton sommeil / Les serpents t'ensorcellent ! / C'est bizarre ça ? Mais, eh, c'est chez moi ! »), contrairement à la version québécoise (« On vous coupe les oreilles si votre air nous r'vient pas / C'est barbare mais on se sent chez soi!») dont les paroles furent changées pour la sortie DVD,. Selon Rafik Djoumi, la version française a été édulcorée « du fait d'une population musulmane plus importante » en France.
En version originale alors que Scott Weinger et Brad Kane se partagent respectivement le chant et le dialogue d'Aladdin, la société Covitec chargée du doublage québécois, a cherché un acteur qui pouvait à la fois parler et chanter. Joël Legendre a finalement été choisi. Ron Clements, le réalisateur d'Aladdin qui a apprécié sa prestation, a par la suite demandé à l'acteur de faire le chant en français du personnage d'Hercule. Dans la version française distribuée en Europe, le choix s'est également porté sur un seul comédien, Paolo Domingo, pour interpréter le personnage à la fois lors des dialogues et des chansons.

### Scénario et décors
Les directeurs artistiques ont pris comme sources les enluminures perses et la calligraphie arabe.
L'intrigue est similaire à celle du Voleur de Bagdad, film muet de 1924 qui connut une seconde version en 1940. Les noms d'Abu et Jafar en sont tirés. Jafar peut être relié au vizir perse Jafar ben Yahya. L'intrigue s'inspire aussi d'éléments élaborés lors d'une première utilisation de l'univers d'Aladdin dans le long-métrage d'animation, La Bande à Picsou, le film : Le Trésor de la lampe perdue (1989).
Comme la plupart des films Disney, Aladdin fait référence à d'autres créations de la compagnie :
- quand le sultan empile ses petites figurines, on peut voir parmi elles la Bête (1991) ;
- dans la foule, Aladdin bouscule deux hommes qui sont des caricatures de John Musker et Ron Clements, les réalisateurs.
- le nom de Razoul pour un personnage du marché provient du superviseur layout Rasoul Azadani (en)[10]

Mais le plus grand nombre de références tournent autour des imitations et métamorphoses faites par le génie.

### Imitations du Génie et autres références
David Koenig indique qu'une idée abandonnée pour le film Alice au pays des merveilles (1951) préfigure les métamorphoses du Génie : la bouteille de poison devenue un personnage nommé Dr Bottle aurait eu une scène de transformation en psychiatre, médecin de foire, chimiste et vendeur de soda.
Voici quelques-unes des transformations et références :
- la tête du Génie se transforme brièvement en celle de Pinocchio (1940) ;
- le Génie sort le crabe Sébastien de La Petite Sirène (1989) du passage "crabe à la gelée royale" d'un livre de "recettes royales" et les premières notes de la chanson de Sébastien Sous l'océan sont jouées[13] ;
- la formule magique pour transformer Abu en éléphant est "Esalalumbo, shimin Dumbo!"
- le Génie met un « chapeau » de Dingo avant de partir en vacances (une casquette avec les oreilles pendantes, les deux dents de devant sous le bord de la visière et le nez dessus) ; cet article était à l'époque en vente dans les parcs Disney, principalement à Walt Disney World Resort, d'où la chemise hawaïenne que porte le Génie. C'est un gag ajouté par l'animateur responsable de la scène basé en Floride et qui a été conservé par sa direction. Dans la série télévisée et certains dessins de l'époque, la valise du Génie comportait même des tampons de tous les parcs Disney, comme cela se faisait au début du XXe siècle. De plus la tenue complète, chemise hawaïenne et sandale du Génie, est un hommage à un court métrage pour le parc Disney-MGM Studios dans lequel Robin Williams joue un touriste enjoué[10].
- il prend les apparences de Arnold Schwarzenegger, Peter Lorre, Señor Wences (en), Ed Sullivan, Groucho Marx, Robert De Niro, Woody Allen, Carol Channing, Arsenio Hall, Rodney Dangerfield, Jack Nicholson et William F. Buckley, Jr.[14]

### Les personnages: Conception
Le premier personnage élaboré est celui du Génie, sous le crayon de l'animateur Eric Goldberg. Il a été influencé par les caricatures au style incurvée mais fluide de l'artiste Al Hirschfeld. L'acteur qui fut choisi pour interpréter la voix du Génie (ainsi que celle du narrateur) est Robin Williams. Ce choix marque une première pour un grand film d'animation américain en incluant une star dans sa distribution en tant qu'élément de promotion. Le phénomène devint par la suite plus important avec, par exemple, Tom Hanks dans Toy Story (1995) ou Mike Myers et Eddie Murphy dans Shrek (2001). L'acteur avait accepté à la suite du succès de Good Morning, Vietnam, autre production Disney. Pour certains le succès au cinéma de Robin Williams est dû à Disney à la suite des films produits par Touchstone Pictures, Good Morning, Vietnam et Le Cercle des poètes disparu. L'acteur développe le personnage en lui donnant sa voix en version originale mais aussi en créant de nombreux gags animés par la suite. Robin Williams a tellement improvisé qu'il y eut plus de 16 heures d'enregistrement, alors que le film ne dure qu'une heure et demie. Il a cependant accepté d'être payé au plus bas salaire d'un acteur de studio, à la condition que sa voix ne soit pas utilisée pour du merchandising et que le Génie occupe moins de 25 % de la place sur les affiches et dans les bandes-annonces,. Ces règles n'ayant pas été respectées, Robin Williams s'est brouillé avec la Walt Disney Company.
Le personnage du Tapis magique a été élaboré en animation de synthèse, dont le motif très complexe l'ornant, tout comme l'intégralité de la scène de la Caverne des Merveilles et son entrée en forme de tête de tigre.

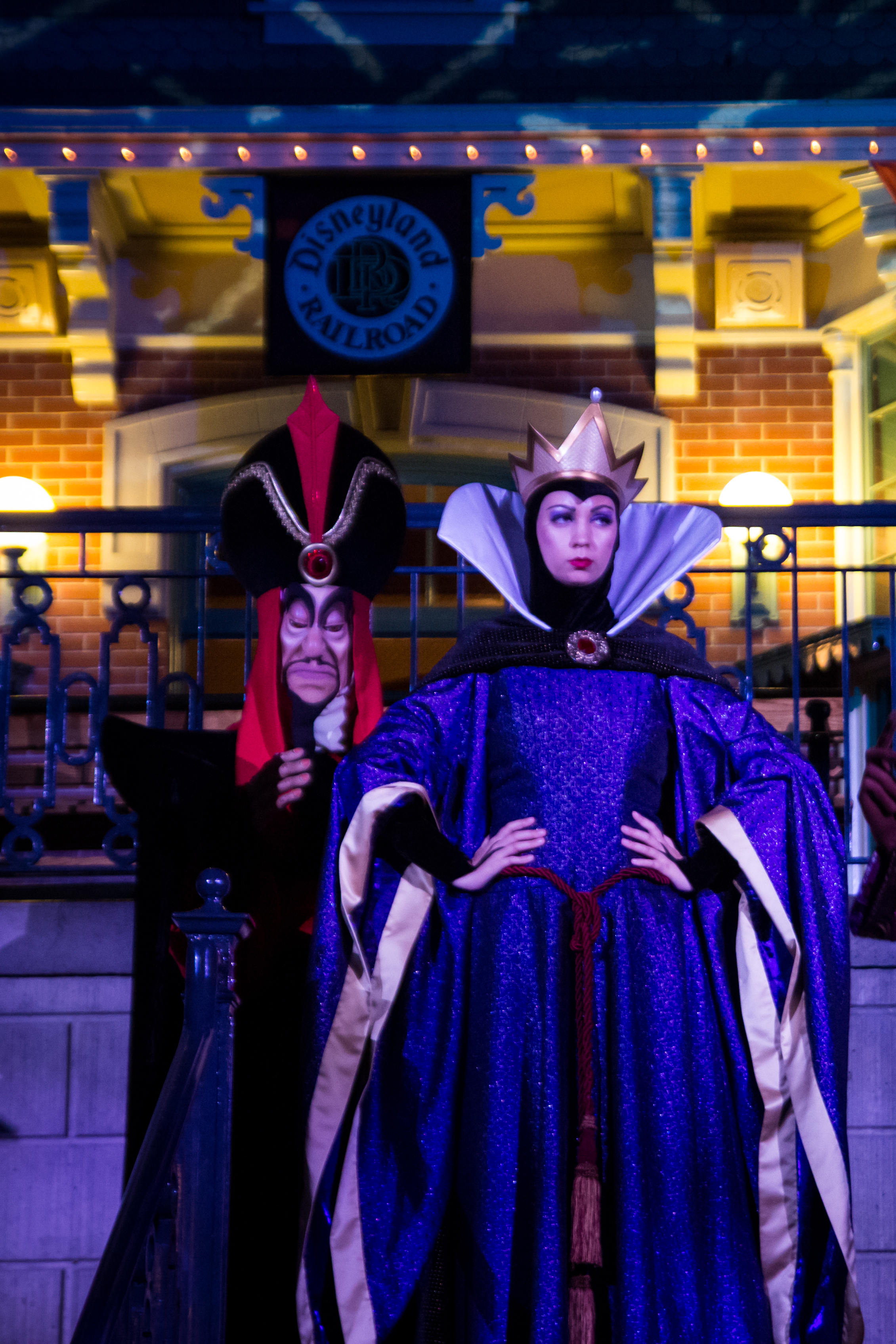
Jafar à Disneyland Paris.

L'apparence d'Aladdin fut successivement inspirée de Michael J. Fox et Tom Cruise, celle de Jasmine de Jennifer Connelly, mais aussi de la sœur de son animateur, Mark Henn. Dans le film, le nom d'Aladdin est écrit avec deux « d » conformément à l'orthographe anglaise, alors que selon l'orthographe française, il s'écrit avec un seul « d ».
Jafar est basé sur le personnage de Maléfique de La Belle au bois dormant (1959) : ils ont tous deux une canne magique et un oiseau de compagnie, et se transforment tous deux en animaux gigantesques (un dragon pour Maléfique, un serpent pour Jafar).

### Les personnages: Description
- Aladdin est un jeune garçon des quartiers populaires conscient de sa haute destinée. La cour qu'il fait pour obtenir les faveurs de Jasmine montre qu'il a la persévérance nécessaire. Il est un cœur pur, comme un « diamant brut », incapable d'offrir rubis et émeraudes à sa belle, mais capable en revanche de lui présenter une pomme bien brillante avec un charme qu'aucun prince ne pourrait égaler.
- Jasmine est l'héroïne contemporaine-type des films Disney. Elle est indépendante, elle a du cran et elle suit les inclinations de son cœur. Jasmine a souffert de la vie confinée au palais et étouffe sous la tutelle de son père, le Sultan. Elle décide donc de se déguiser et de se rendre au marché. À la suite d'une altercation avec un marchand, Aladdin la tire de ce mauvais pas.
- Le Génie est un esprit qui peut se métamorphoser à volonté et prendre toutes les formes à la vitesse de l'éclair. Il adore les calembours, les blagues, les gags visuels, les grands éclats de rire — et la liberté. Il est vieux comme le monde, entièrement bleu et ne peut s'empêcher de ridiculiser les tyrans.
- Jafar est le méchant vizir, le fourbe conseiller du Sultan. Le sinistre Jafar est un traître qui intrigue pour se débarrasser du Sultan, prendre sa place, monter sur le trône et épouser la princesse. Dans le premier film de la série, il prend la forme d'un cobra royal et d'un génie rouge. Dans le second film, Le Retour de Jafar, il garde son aspect de génie malfaisant lorsqu'il s'irrite. Iago finira par l'éliminer en jetant sa lampe noire dans la lave incandescente.
- Abu est l'alter ego d'Aladdin, un petit sapajou que ses chapardages mettent dans des vilains draps, mais qui s'en tire grâce à son grand cœur. C'est aussi le seul ami d'Aladdin au début du dessin animé (Je vole).
- Iago est un perroquet proche de l'ara rouge. Initialement l'alter ego de Jafar, il rêve de pouvoir faire avaler au Sultan les gâteaux moisis qu'il lui donne. Il imite à la perfection les voix de ceux qui l'entourent. Il trahit Jafar et se repent dans le second film, notamment en jetant la lampe noire de Jafar, devenu génie, dans la lave en fusion.
- Le Sultan est le père de Jasmine. Esprit brouillon, amateur de jouets, c'est un monarque plein de bonté qui ne rêve que de voir son unique enfant mariée et heureuse. Mais avec sa candeur, à moins qu'il se trouve quelqu'un pour lui ouvrir les yeux sur son conseiller, il ne vivra pas assez vieux pour offrir des jouets à ses petit-enfants.
- Rajah est le tigre domestique, ami de Jasmine, vivant au palais.
- Rasoul est le capitaine de la garde royale du Sultan, autrefois au service de Jafar.

## Sortie et accueil

### Box office
Aladdin est le succès cinématographique le plus important de l'année 1992, récoltant 217 millions de dollars aux États-Unis et plus de 504 millions dans le monde. Sean Griffin indique qu'Aladdin est le premier des rares films de Disney avec un personnage principal masculin à avoir réussi auprès du public depuis Pinocchio (1941) et Peter Pan (1953). Le film a rapporté plus de 200 millions de dollars aux États-Unis.

### Suites
Aladdin a fait l'objet de deux suites, sorties directement en vidéo : Le Retour de Jafar (1994) et Aladdin et le Roi des voleurs (1996), ainsi qu'une série télévisée, Aladdin (1994-95), et des bandes-dessinées. En raison de la dispute entre le studio et Robin Williams, l'acteur n'apparaît ni dans Le Retour de Jafar, ni dans la série télé Aladdin où il est remplacé par Dan Castellaneta. Ce n'est qu'après le départ de Jeffrey Katzenberg, un des producteurs d'Aladdin, que des excuses publiques et des promesses amenèrent Robin Williams à revenir. Les enregistrements déjà réalisés par Dan Castellaneta pour Aladdin et le Roi des voleurs furent entièrement refaits pour permettre à Robin Williams d'y participer. Robin Williams a participé au film de Touchstone L'Homme bicentenaire (1999).

## Analyse
Pour Lynda Haas, le film fait partie des nombreuses productions de Disney où le personnage principal n'a pas de mère.

## Controverse

### La chanson Nuits d’Arabie
Un des vers de la chanson d'ouverture a été modifié à la suite de plaintes du Comité américano-arabe de lutte contre la discrimination (American-Arab Anti-Discrimination Committee (en)). Les paroles ont été changées en juillet 1993 de « Où ils vous coupent l'oreille s'ils n'aiment pas votre visage » ("where they cut off your ear if they don't like your face"), dans l'édition originale, en « Où c'est plat et immense et où la chaleur est intense » ("where it's flat and immense and the heat is intense"), le changement apparaissant pour la première fois la sortie vidéo de 1993. Les paroles originales étaient intactes dans la version initiale de la bande son du CD, mais les rééditions utilisent les paroles éditées.

### Le Voleur et le Cordonnier
Les amateurs d’animation ont remarqué des similitudes entre le film inachevé d’Aladdin et Le Voleur et le Cordonnier de Richard Williams. Ces similitudes incluent une intrigue similaire, des personnages ressemblants, des scènes et des conceptions d'arrière-plan, ainsi que la ressemblance de l'antagoniste Zig-Zag dans la conception des personnages et leurs manières avec le Génie et Jafar,. Bien qu’Aladdin ait été diffusé avant Le Voleur et le Cordonnier, le film de Richard Williams a commencé à être produit dans les années 1960 et était embourbé dans des difficultés telles que des problèmes financiers, des problèmes de droits d'auteur, des révisions d'histoires et des retards de production causés par des studios. De nombreux animateurs furent formés par Richard Williams lors de la production de Qui Veut la Peau de Roger Rabbit, avant de prendre part au Voleur et le Cordonnier puis plus tard à Aladdin. La sortie tardive, associée à l'achat et à la réédition du film par Miramax, a parfois conduit à tort Le Voleur et le Cordonnier d'être qualifié de plagiat.

### Le conflit entre Robin Williams et le studio
Au départ, Robin Williams a accepté d’être la voix du Génie à la condition que sa voix et son nom ne soient pas utilisés pour un marketing ou un marchandisage excessif. Disney, tout en n'utilisant pas le nom de Williams dans les publicités conformément au contrat, a utilisé sa voix pour des publicités et a utilisé le personnage de Génie pour vendre des jouets sans rémunération supplémentaire pour Robin Williams.
À la suite de cela, Williams a refusé de signer pour Le Retour de Jafar. Ce sera Dan Castellaneta qui doublera le Génie. Lorsque Jeffrey Katzenberg a été remplacé par Joe Roth en tant que président de Walt Disney Studios, Roth a présenté des excuses publiques à Williams, qui a accepté de reprendre le rôle dans la suite vidéo Aladdin et le Roi des voleurs.

## Adaptations et produits dérivés
Le 12 octobre 2016, Disney annonce être en discussion avec Guy Ritchie pour réaliser le remake avec acteur du film Aladdin (1992). Le film est sorti le 22 mai 2019 dans les cinéma français, avec Will Smith dans le rôle du Génie, Mena Massoud dans le rôle d'Aladdin et Naomi Scott dans le rôle de Jasmine.

### Bandes dessinées
Suivant l'ordre chronologique de l'histoire :
- Que deviennent Jafar et Iago ? de John Blair Moore, comics en deux parties (1993)
- Aladdin de Alex Simmons, Leslie McGuire, Michael Teitelbaum, Emily Jones, Page McBrier, Joanne Barkan (scénario) et Yakovetic, Phil Ortiz, Brooks Campbell, Kenny Thompkins, Raymond Zibach (illustrations), série de 6 livres
- Le Royaume de la Magie de Bobbi J.G. Weiss, comic (1994)
- Aladdin de David Riguard, Richard Hoover, Edouardo Savid (dessins) et Lee Nording, Dan Slott, Bobbie J.G. Weiss, Jack Enyart, Martin Powell, Oprah Casseys, Buzz Dixon (scénario), série de 11 comics (1994-1995)
- On the road de Pat McEown (dessins), Dave Rawson (scénario), comic (1995)
- Faking Thunderbirds de Edouardo Savid (dessins), Buzz Dixon (scénario), comic (1996)

### Télévision
- Disney's tous en boîte de Tony Craig, Robert Gannaway, Rick Schneider, série télévisée (2001)
- Hercule et Aladdin de Phil Weinstein, épisode télévisé (1998)

### Jeux vidéo
- Aladdin de Sega, jeu de plates-formes sur Mega Drive de 1993, disponible également sur Master System, PC (version VGA sous DOS), Game Boy et NES
- Aladdin, jeu de plates-formes de Capcom, sorti en 1993 également, mais exclusivement sur Super Nintendo
- Aladdin : Atelier de jeux, compilation de mini-jeux sortie en 1994 sur PC
- En Quête de Maths avec Aladdin, jeu éducatif centré sur l'apprentissage des mathématiques sorti en 1998 sur PC
- Aladdin : La Revanche de Nasira, jeu de plates-formes édité par Disney Interactive et Argonaut Games en 2000 sur PC et PlayStation
- Aladdin Chess, jeu d'échecs édité par JoWooD Productions en avril 2005
- Kingdom Hearts, jeux vidéo mêlant le monde de Final Fantasy (Square Enix) à celui de Disney
- Kingdom Hearts 2, jeux vidéo

### Dans les parcs
- Du 16 janvier 2003 au 11 janvier 2016 à l'Hyperion Theater de Hollywood Land au parc Disney California Adventure avait lieu le spectacle musical Disney's Aladdin: A Musical Spectacular. Depuis 2016 il est remplacé par le spectacle Frozen - Live at the Hyperion inspiré de La Reine des neiges.
- À Adventureland à Disneyland, le restaurant Aladdin's Oasis permet de manger en compagnie des personnages du film.
- À Tokyo DisneySea, le port Arabian Coast est un land basé sur le film et l'univers des Mille et Une Nuits. À noter que l'entrée d'Adventurland de Disneyland Paris, Adventureland Bazar lui aussi basé sur cet univers peut avoir été une source d'inspiration pour ce land.
- À Disneyland Paris, Le Passage enchanté d'Aladdin est une attraction de type parcours scénique à pied. L'histoire du film nous est retranscrite à partir de neuf tableaux élaborés avec des maquettes en vitrine.
- L'attraction Les Tapis Volants d'Aladdin est une nouvelle version de l'attraction Dumbo the Flying Elephant et d'Orbitron. On peut trouver ce manège aux parcs Magic Kingdom (Adventureland), Walt Disney Studios (Toon Studios) et Tokyo DisneySea (Arabian Coast).
- On peut voir des scènes miniatures du film dans l'attraction Storybook Land Canal à Disneyland et Le Pays des Contes de Fées à Disneyland Paris.